# Pegomya lucidae
Pegomya lucidae är en tvåvingeart som beskrevs av Verner Michelsen 1987. Pegomya lucidae ingår i släktet Pegomya och familjen blomsterflugor.
Artens utbredningsområde är Ungern. Inga underarter finns listade i Catalogue of Life.